# Rien ne t'efface
Production
Diffusion
Rien ne t'efface est une série télévisée française réalisée par Jérôme Cornuau d'après un scénario d'Anne Rambach, Marine Rambach et Patrick Renault, avec la participation de Michel Bussi, et diffusée en Belgique à partir du 22 mai 2025 sur La Une et en France à partir du 25 août 2025 sur TF1.

## Synopsis
Maddi Hérédia, médecin à Saint-Jean-de-Luz au Pays basque, laisse son fils Esteban seul à la plage durant 5 minutes, pour voir un patient. Quand elle revient, Esteban a disparu et la police retrouve son corps quelque temps plus tard dans les rochers. Maddi refait sa vie avec Lazare, l'officier de police qui a assuré l'enquête, et a un enfant avec lui : Gabriel.
Dix ans plus tard, elle aperçoit sur la même plage un enfant de 10 ans qui ressemble comme deux gouttes d'eau à Esteban. Grâce à un autocollant collé sur la voiture de la mère de l'enfant, elle comprend que ce dernier vit à Murac en Auvergne.
Après avoir vu sur Internet que le village de Murac recherche un médecin généraliste, elle décide de quitter le Pays basque pour l'Auvergne après un contact téléphonique avec Sabine, l'assistant sociale de Murac, qui lui explique que la municipalité met à sa disposition non seulement un cabinet médical mais également une maison.
Maddi s'installe donc à Murac avec son fils Gabriel et se lie avec Sabine, Nectaire, agent de mairie, Esther, cafetière et sœur de Nectaire, ainsi que Martin, le garde-champêtre de Murac. Elle rencontre Tom, le petit garçon qui ressemble à Esteban et réalise qu'il parle le basque et a des rêves où apparaît Esteban. Mais Amandine, sa mère, interrompt leur conversation de façon abrupte et hostile.
Quelques jours plus tard, le garde-champêtre Martin, qui surveille des trafiquants, est retrouvé mort dans son véhicule plongé dans un lac. La gendarmerie sort du lac un autre véhicule dans lequel Maddi reconnaît un véhicule qui était garé près de la plage où Esteban a disparu 10 ans plus tôt.
Maddi fait faire un test ADN et le résultat est stupéfiant : l'ADN de Tom est 100 % identique à celui d'Esteban.
Par ailleurs, elle contacte le docteur Halawi, un médecin qui s'occupe d'enfants qui vivent des souvenirs d'enfants disparus.

## Distribution
- Gwendoline Hamon : docteur Madeleine Hérédia (Maddi)
- Benjamin Baroche : Lazare, ex-compagnon de Maddi et OPJ
- Giovanni Pucci : Esteban / Tom
- Léo Lacroix : Gabriel, fils de Maddi et Lazare
- Fauve Hautot : Sabine, assistante sociale à Murac
- Bruno Debrandt : Nectaire Camus, agent de l'état civil à Murac
- Fanny Cottençon : Esther, cafetière et sœur de Nectaire
- Lannick Gautry : Martin, garde-champêtre de Murac
- Flore Bonaventura : Amandine Boyer, mère de Tom
- Mikaël Mittelstadt : Jonas, compagnon d'Amandine et père de Tom
- Samy Gharbi : Dr Halawi
- Mathieu Madénian : Ludo
- Côme Thieulin : Kévin Roche

## Production

### Genèse et développement
Cette fiction, adaptée du roman éponyme de Michel Bussi paru en février 2021 et vendu à plus de 500 000 exemplaires en France, est une coproduction de Shine Fiction (Banijay) et TF1,,,,,, réalisée avec  la participation de la Radio télévision suisse (RTS), de la région Auvergne-Rhône-Alpes et du Centre national du cinéma et de l'image animée ainsi que le soutien de la région Nouvelle-Aquitaine.
La série est créée et écrite par Anne Rambach, Marine Rambach et Patrick Renault, avec la participation de Michel Bussi, et réalisée par Jérôme Cornuau,,,,.
Au festival Canneséries, l'auteur Michel Bussi commente : « Le principe du roman – et ça, c'est très bien respecté à l'écran – est de mettre le spectateur face à un mystère qui apparaît impossible à résoudre d'avance. L'idée, c'est qu'on se pose les mêmes questions que Maddi, qui est normalement quelqu'un de rationnel. ».
La série prend des libertés avec le livre de Michel Bussi comme, par exemple, le personnage de Lazare, le compagnon de Maddi qui n'existe pas dans le livre. Michel Bussi défend ces changements : « Il y a quelques différences, notamment avec Gabriel, le deuxième fils de Maddi. Martin, incarné par Lannick Gautry, a aussi pas mal évolué. Avec les scénaristes, on a travaillé ensemble sur ce qu'on appelle la bible : on s'est mis d'accord sur les personnages à garder, à retirer, à rajouter… Après ça, je les ai laissés écrire en autonomie. La série a une autre narration que celle d'un roman, et des tas de choses dans mes romans ne sont absolument pas adaptables à l'écran. ».

### Attribution des rôles
Gwendoline Hamon, connue pour son rôle dans la série policière Cassandre, campe Maddi, l'héroïne tourmentée de la série. Elle donne la réplique à Benjamin Baroche, Bruno Debrandt, Fanny Cottençon et Lannick Gautry.
À Pure Médias qui lui demande pourquoi il a accepté de tenir l'un des rôles de la série, Lannick Gautry répond : « Jérôme Cornuau, c'est le réalisateur avec qui j'ai le plus travaillé. On a dû faire 25 heures de film ensemble. Il est devenu un ami proche. J'ai énormément d'admiration pour son travail, son talent, sa sensibilité. Il est très consciencieux. J'adore travailler avec lui. Il m'a demandé de faire ça et j'ai tout de suite accepté car j'adore son travail ».
Fauve Hautot, danseuse et jurée de l'émission Danse avec les stars, complète le casting.

### Tournage
Le tournage de la série a lieu du 19 avril au 18 juillet 2024 en Auvergne, plus précisément dans le Massif du Sancy à Chambon-sur-Lac, à Saint-Nectaire, au Lac Pavin à Besse-et-Saint-Anastaise et à la mairie de Saint-Saturnin, ainsi que dans le Pays basque, entre autres à Saint-Jean-de-Luz, à Bayonne et à Bidart,,,,.

### Fiche technique
Sauf indication contraire, les informations mentionnées dans cette section peuvent être confirmées par les bases de données cinématographiques  présentes dans la section « Liens externes ».
- Titre français : Rien ne t'efface
- Genre : Drame, thriller
- Production : Dominique Farrugia[2],[4],[5]
- Sociétés de production : Shine Fiction (Banijay) et TF1[1],[2],[3],[4],[6],[7]
- Réalisation : Jérôme Cornuau[1],[2],[3],[4],[5],[6],[7]
- Scénario : Anne Rambach, Marine Rambach et Patrick Renault, avec la participation de Michel Bussi[1],[2],[4],[5]
- Musique : Armand Amar[7]
- Photographie : Romain Wilhelm[3],[7]
- Maquillage : Pascale Fau[7]
- Pays de production :  France
- Langue originale : français
- Format : couleur
- Nombre de saisons : 1
- Nombre d'épisodes : 6
- Durée : 52 minutes
- Dates de première diffusion :
  - Belgique : 22 mai 2025 sur La Une[8],[12]
  - France : 25 août 2025 sur TF1[13],[14]

## Accueil

### Audiences et diffusion

#### En Belgique
En Belgique, la série est diffusée le jeudi à 20 h 30 sur La Une par salve de deux épisodes du 22 mai 2025 au 5 juin 2025.
| Épisode              | Diffusion            | Diffusion            | Audience moyenne          | Audience moyenne | Réf.   |
| Épisode              | Jour                 | Horaire              | Nombre de téléspectateurs | Classement       | Réf.   |
| -------------------- | -------------------- | -------------------- | ------------------------- | ---------------- | ------ |
| 1                    | Jeudi 22 mai 2025    | 20 h 30 - 21 h 30    | 306 494                   | 1er              | [ 15 ] |
| 2                    | Jeudi 22 mai 2025    | 21 h 30 - 22 h 30    | 306 494                   | 1er              | [ 15 ] |
| 3                    | Jeudi 29 mai 2025    | 20 h 30 - 21 h 30    | 299 195                   | 1er              | [ 16 ] |
| 4                    | Jeudi 29 mai 2025    | 21 h 30 - 22 h 30    | 299 195                   | 1er              | [ 16 ] |
| 5                    | Jeudi 5 juin 2025    | 20 h 30 - 21 h 30    | 305 253                   | 1er              | [ 17 ] |
| 6                    | Jeudi 5 juin 2025    | 21 h 30 - 22 h 30    | 305 253                   | 1er              | [ 17 ] |
|                      |                      |                      |                           |                  |        |
| Moyenne de la saison | Moyenne de la saison | Moyenne de la saison | 303 647                   |                  |        |

- Les plus hauts chiffres d'audience
- Les plus bas chiffres d'audience

#### En France
En France, la série est diffusée le lundi à 21 h 10 sur TF1 par salve de deux épisodes du 25 août au 8 septembre 2025.
| Épisode              | Diffusion                | Diffusion         | Audience moyenne          | Audience moyenne                       | Audience moyenne         | Audience moyenne | Réf. |
| Épisode              | Jour                     | Horaire           | Nombre de téléspectateurs | Part de marché (sur les 4 ans et plus) | Part de marché (FRDA-50) | Classement       | Réf. |
| -------------------- | ------------------------ | ----------------- | ------------------------- | -------------------------------------- | ------------------------ | ---------------- | ---- |
| 1                    | Lundi 25 août 2025       | 21 h 10 - 22 h 10 |                           |                                        |                          |                  |      |
| 2                    | Lundi 25 août 2025       | 22 h 10 - 23 h 15 |                           |                                        |                          |                  |      |
| 3                    | Lundi 1er septembre 2025 | 21 h 10 - 22 h 10 |                           |                                        |                          |                  |      |
| 4                    | Lundi 1er septembre 2025 | 22 h 10 - 23 h 15 |                           |                                        |                          |                  |      |
| 5                    | Lundi 8 septembre 2025   | 21 h 10 - 22 h 10 |                           |                                        |                          |                  |      |
| 6                    | Lundi 8 septembre 2025   | 22 h 10 - 23 h 15 |                           |                                        |                          |                  |      |
|                      |                          |                   |                           |                                        |                          |                  |      |
| Moyenne de la saison |                          |                   |                           |                                        |                          |                  |      |

- Les plus hauts chiffres d'audience
- Les plus bas chiffres d'audience

### Accueil critique
Pour Lucie Reeb, du site Allociné, « Rien ne t'efface s'annonce comme l'un des événements télé de l'année […] L'ambiance est captivante, portée par de beaux décors - Saint-Jean-de-Luz, ville côtière pleine de charme, et l'Auvergne, théâtre principal de l'action […] Oscillant entre fantastique et polar, Rien ne t'efface pourrait déstabiliser certains spectateurs. ».
Le magazine Ciné-Télé-Revue est relativement critique, comme le montre d'entrée de jeu le sous-titre de son article : « Si elle manque de justesse, la transposition à l'écran de Rien ne t'efface, de Michel Bussi, reste plutôt efficace. Sauf la fin ! ». Le magazine continue : « Malgré de grosses ficelles, Rien ne t'efface, dans son suspense, reste plutôt efficace, jusqu'à son dernier épisode, qui, lui, peine à convaincre. Comme Gwendoline Hamon, qui ne parvient jamais réellement à transmettre l'émotion d'une mère en deuil tant elle semble jouer en mode pilote automatique […] Benjamin Baroche, surtout connu sous les traits du tyrannique chef Teyssier dans Ici tout commence, livre, lui, une interprétation plus en nuance, entre autorité et tendresse […] Reste Fauve Hautot, qui tire bien son épingle du jeu ! Sa Sabine, assistance sociale, est attachante. ».
Le magazine Moustique est nettement plus enthousiaste : « L'image est soignée, les décors naturels, superbes […] Le scénario avance par petites touches, sans lever le voile trop vite […] La tension monte sans effets faciles, grâce à un dosage précis et un vrai soin narratif […] Quant au casting, homogène, il est bien dirigé : Gwendoline Hamon joue tout en retenue, Benjamin Baroche semble se bonifier et tous les autres sont à la hauteur. ».
Le magazine Télé-Loisirs partage cet enthousiasme : « Notre coup de cœur revient à Fauve Hautot. Son duo avec Bruno Debrandt fonctionne à merveille et fait le sel de cette série. ».
Alexandre Letren, du site VL-Media, est enthousiaste : « Outre une histoire prenante, un vrai page turner efficace, la force de la série est son casting […] Sans temps morts, ni mauvaises surprises, Rien ne t'efface est un excellent thriller qui offre le rôle principal à des acteurs peu coutumiers du genre et on ne boudera pas son plaisir. La promesse faite au spectateur de le tenir en haleine jusqu'à la fin est parfaitement tenue. ».